# Frank Egginton
Frank Egginton (1908-1990) foi um pintor irlandês, sobrinho de Robert Egginton. 
Paisagista, por excelência, pintava igualmente cenas do seio familiar ou relativas ao mesmo. Era também apologista da expansão crítica social através da arte.
Não se deve dizer que a pintura deste artista seja contemporânea, já que esta era semelhante à vitoriana e extremamente realista. Contudo, é naturalmente inovadora.